# Remigius Machura
Remigius Machura (Checoslovaquia, 3 de julio de 1960) fue un atleta checoslovaco, especializado en la prueba de lanzamiento de peso en la que llegó a ser medallista de bronce del mundo en 1983.

## Carrera deportiva
En el Mundial de Helsinki 1983 ganó la medalla de bronce en el lanzamiento de peso, alcanzando los 20.98 m, tras el polaco Edward Sarul (oro con 21.39 m) y el alemán Ulf Timmermann (plata con 21.16 metros).